# Wilhelm af Braunschweig
Wilhelm (Wilhelm August Ludwig Maximilian Friedrich; 25. april 1806 i Braunschweig –18. oktober 1884 i Sibyllenort) var hertug af det lille hertugdømme Braunschweig i Nordtyskland fra 1831 til 1884.
Wilhelm tilhørte Huset Welf og var søn af hertug Frederik Vilhelm af Braunschweig og lillebror til hertug Karl 2. af Braunschweig.